# 潘多拉魔盒開啟
〈潘多拉魔盒開啟〉（英語：The Pandorica Opens）是科幻电视剧《異世奇人》的第五季第12集，2010年6月19日首播于英國廣播公司第一台。它是本季的最后一个故事的前半部分，第二个星期播放了故事《大爆炸》。本集的编剧是首席编剧和执行制作人史蒂芬·莫法特，导演是托比·海恩斯。
本集中，神秘的角色River Song（阿莉克丝·金斯顿饰） 召唤时间旅行者博士（馬特·史密斯饰） 和他的助手艾米·邦德（凯伦·吉兰饰）到公元102年的不列顛尼亞，巨石阵下面有一个称作潘多拉的传说中的监狱，据说关着宇宙中最可怕的生物。发现博士被他敌人的联盟设了圈套，敌人是为保护由博士用TARDIS旅行造成的宇宙裂缝。艾米的未婚夫Rory（阿瑟·达维尔饰），曾被宇宙的裂缝抹去，在本集回归，尽管后来发现这是个有他意识的塑料复制品。
莫法特向让这集“大”且“疯狂”。拍摄在2009年2月早期于真实的巨石阵和复制品中完成。《潘多拉魔盒開啟》在英国播出时有757万观众收看，获得88分的欣赏指数，本季播出以来最高。评论家对本集的评论良好，与后一集一起，赢得了2010年雨果奖最佳戲劇呈現（短片类）獎。